# Fyen Rundt
Il Fyen Rundt è una corsa in linea maschile di ciclismo su strada che si disputa nei dintorni di Odense, in Danimarca. Dal 2008 è stata inserita nel circuito UCI Europe Tour classe 1.2.

## Albo d'oro
Aggiornato all'edizione 2025
| Anno      | Vincitore                             | Secondo                               | Terzo                                 |
| --------- | ------------------------------------- | ------------------------------------- | ------------------------------------- |
| 1894      | H. A. Gregersen                       |                                       |                                       |
| 1895      | Knud Mortensen                        |                                       |                                       |
| 1896      | J. P. Andersen                        |                                       |                                       |
| 1897      | Henrik Henriksen                      |                                       |                                       |
| 1898      | O. Wahlquist                          |                                       |                                       |
| 1899      | O. Jensen                             |                                       |                                       |
| 1900      | Hans Nielsen                          |                                       |                                       |
| 1901      | H. P. Larsen                          |                                       |                                       |
| 1902      | H. P. Larsen                          |                                       |                                       |
| 1903      | Carl Andreasen                        |                                       |                                       |
| 1904      | H. P. Larsen                          |                                       |                                       |
| 1905      | Ernst Jensen                          |                                       |                                       |
| 1906      | H. P. Larsen                          |                                       |                                       |
| 1907      | Ernst Jensen                          |                                       |                                       |
| 1908      | Godtfried Hegelund Olsen              |                                       |                                       |
| 1909      | non disputato                         | non disputato                         | non disputato                         |
| 1910      | F. Rosted                             |                                       |                                       |
| 1911      | Niels Poulsen                         |                                       |                                       |
| 1912      | Johan Jensen                          |                                       |                                       |
| 1913      | Carl Andreasen                        |                                       |                                       |
| 1914-1922 | non disputato                         | non disputato                         | non disputato                         |
| 1923      | Svend Aage Johansen                   |                                       |                                       |
| 1924      | Hans Eriksen                          |                                       |                                       |
| 1925      | Erik Andersson                        |                                       |                                       |
| 1926      | Eigil Jensen                          |                                       |                                       |
| 1927      | Henry Hansen                          |                                       |                                       |
| 1928      | Orla Jørgensen                        |                                       |                                       |
| 1929      | Oluf Clausen                          |                                       |                                       |
| 1930      | Henry Hansen                          |                                       |                                       |
| 1931      | Valdemar Christiansen                 |                                       |                                       |
| 1932      | non disputato                         | non disputato                         | non disputato                         |
| 1933      | Arthur Johansen                       |                                       |                                       |
| 1934      | non disputato                         | non disputato                         | non disputato                         |
| 1935      | Arthur Johansen                       |                                       |                                       |
| 1936      | Arthur Johansen                       |                                       |                                       |
| 1937      | Emanuel Hansen                        |                                       |                                       |
| 1938      | Bent A. Madsen                        |                                       |                                       |
| 1939      | Georg Sørensen                        |                                       |                                       |
| 1940      | Frode Sørensen                        |                                       |                                       |
| 1941      | Rudolf Rasmussen                      |                                       |                                       |
| 1942      | Christian Pedersen                    |                                       |                                       |
| 1943      | Georg Sørensen                        |                                       |                                       |
| 1944      | Christian Pedersen                    |                                       |                                       |
| 1945      | Tor Mikkelsen                         |                                       |                                       |
| 1946      | Rudolf Rasmussen                      |                                       |                                       |
| 1947      | Viggo Hansen                          |                                       |                                       |
| 1948      | Bent A. Nielsen                       |                                       |                                       |
| 1949      | Paul Dideriksen                       |                                       |                                       |
| 1950      | Evert Larsson                         |                                       |                                       |
| 1951      | Stig Nedergaard                       |                                       |                                       |
| 1952      | Leif Johs. Nielsen                    |                                       |                                       |
| 1953      | Helmuth Hansen                        |                                       |                                       |
| 1954      | Jørgen Frank Rasmussen                |                                       |                                       |
| 1955      | Leif Lund Nielsen                     |                                       |                                       |
| 1956      | Bendy Pedersen                        |                                       |                                       |
| 1957      | Bendy Pedersen                        |                                       |                                       |
| 1958      | Mogens Tvilling                       |                                       |                                       |
| 1959      | Poul Nielsen                          |                                       |                                       |
| 1960      | Knud Enemark                          |                                       |                                       |
| 1961      | Leif Larsen                           |                                       |                                       |
| 1962      | Jens Peter Ilsøe                      |                                       |                                       |
| 1963      | Jens Peter Ilsøe                      |                                       |                                       |
| 1964      | Ole Højlund                           |                                       |                                       |
| 1965      | Jens Andersen                         |                                       |                                       |
| 1966      | Johnny Knudsen                        |                                       |                                       |
| 1967      | Johnny Knudsen                        |                                       |                                       |
| 1968      | Verner Blaudzun                       |                                       |                                       |
| 1969      | Verner Blaudzun                       |                                       |                                       |
| 1970      | non disputato                         | non disputato                         | non disputato                         |
| 1971      | Jørgen Schmidt                        |                                       |                                       |
| 1972      | René Dillen                           |                                       |                                       |
| 1973-1976 | non disputato                         | non disputato                         | non disputato                         |
| 1977      | Henning Jørgensen                     |                                       |                                       |
| 1978      | Jan Høegh                             |                                       |                                       |
| 1979      | Jon Rangfred Hansen                   |                                       |                                       |
| 1980      | Eigil Sørensen                        |                                       |                                       |
| 1981      | René Byrgesen                         |                                       |                                       |
| 1982      | René Byrgesen                         |                                       |                                       |
| 1983      | Michael Markussen                     |                                       |                                       |
| 1984      | Niels Ole Hald                        |                                       |                                       |
| 1985      | Kim Kronborg                          |                                       |                                       |
| 1986      | Vagn Scharling                        |                                       |                                       |
| 1987      | Benny Pedersen                        |                                       |                                       |
| 1988      | Vagn Scharling                        |                                       |                                       |
| 1989      | Benny Pedersen                        |                                       |                                       |
| 1990      | Søren Christiansen                    |                                       |                                       |
| 1991      | Claus Holm                            |                                       |                                       |
| 1992      | Kim Marcussen                         |                                       |                                       |
| 1993      | Kim Marcussen                         |                                       |                                       |
| 1994      | Marc Strange Jacobsen                 |                                       |                                       |
| 1995      | Johan Fagrell                         |                                       |                                       |
| 1996      | Michael Sandstød                      | Tayeb Braikia                         | Kim Marcussen                         |
| 1997      | Michael Steen Nielsen                 | Tayeb Braikia                         | Nicolaj Bo Larsen                     |
| 1998      | Brian Walton                          | Svein Gaute Hølestøl                  | Allan Johansen                        |
| 1999      | Nicolaj Bo Larsen                     | Allan Johansen                        | Bjarke Nielsen                        |
| 2000      | Morten Sonne                          | Michael Skelde                        | Michael Johansen                      |
| 2001      | Nicolaj Bo Larsen                     | Jimmy Hansen                          | Jacob Gram Nielsen                    |
| 2002      | Jacob Moe Rasmussen                   | Jakob Piil                            | Allan Bo Andresen                     |
| 2003      | Jacob Moe Rasmussen                   | Lars Bak                              | Michael Skelde                        |
| 2004      | Jacob Moe Rasmussen                   | Allan Johansen                        | Jonas Holmkvist                       |
| 2005      | Jacob Moe Rasmussen                   | Lasse Bøchman                         | Morten Ryberg Gottlieb                |
| 2006      | Alex Rasmussen                        | Jacob Moe Rasmussen                   | Thomas Kristiansen                    |
| 2007      | Michael Berling                       | Roger Kluge                           | Thomas Guldhammer                     |
| 2008      | Lars Ulrich Sørensen                  | Sebastian Balck                       | Jacob Moe Rasmussen                   |
| 2009      | Daniel Foder                          | Kasper Jebjerg                        | Nikola Aistrup                        |
| 2010      | Jens-Erik Madsen                      | Rasmus Guldhammer                     | Pim De Beer                           |
| 2011      | Michael Mørkøv                        | Michael Reihs                         | Jesper Hansen                         |
| 2012      | Angelo Furlan                         | Kristian Haugaard                     | Asbjørn Kragh Andersen                |
| 2013      | Asbjørn Kragh Andersen                | Daniel Foder                          | Jesper Odgaard Nielsen                |
| 2014      | Kasper Klostergaard                   | Mads Pedersen                         | Mark Sehested Pedersen                |
| 2015      | Andreas Vangstad                      | Alexander Kamp                        | Yoeri Havik                           |
| 2016      | Mads Pedersen                         | Audun Fløtten                         | Adriaan Janssen                       |
| 2017      | Audun Fløtten                         | Casper Pedersen                       | Syver Wærsted                         |
| 2018      | Mads Pedersen                         | Michael Mørkøv                        | Bas van der Kooij                     |
| 2019      | Rasmus Christian Quaade               | Nicklas Amdi Pedersen                 | Mattias Skjelmose Jensen              |
| 2020      | annullata per la Pandemia di COVID-19 | annullata per la Pandemia di COVID-19 | annullata per la Pandemia di COVID-19 |
| 2021      | Niklas Larsen                         | Rasmus Bøgh Wallin                    | Kasper Andersen                       |
| 2022      | Mads Pedersen                         | Elmar Reinders                        | Sebastian Kolze Changizi              |
| 2023      | Carl-Frederik Bévort                  | Nicklas Amdi Pedersen                 | Alexander Salby                       |
| 2024      | Lasse Norman Leth                     | Mads Würtz Schmidt                    | Tobias Hansen                         |
| 2025      | Daniel Stampe                         | Morten Aalling Nørtoft                | Rasmus Søjberg Pedersen               |